# Jah Shaka

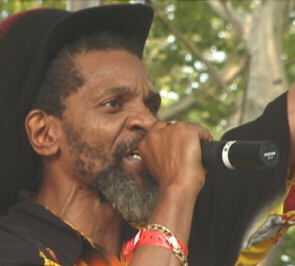
Jah Shaka in New York, 2002

Jah Shaka (ca. 1947/1948 – 12 april 2023) was een  Jamaicaans-Britse musicus gespecialiseerd in rootsreggae en dub soundsystemen. Hij is afkomstig uit Londen en actief sinds 1968.
De naam Jah Shaka is een samenstelling van Jah, wat staat voor God bij de rastafaribeweging, en Shaka, afgeleid van de Zoeloekrijger Shaka Zulu. In zijn beginjaren was Shaka jeugdwerker. Hij stimuleerde zwarte jongeren om aardrijkskunde en geschiedenis studeren, zodat ze op de hoogte zouden zijn van "wat er gebeurt, waar het gebeurt en wie het doet". Dat engagement kwam tot uiting in zijn muziek en in de projecten van de Shaka foundatian.

## Carrière
Voordat hij zijn eigen sound startte, werkte Shaka als operator bij Freddie Cloudburst Sound System. In de late jaren zeventig kreeg Shaka een aanhang door zijn spirituele, energieke riddems en zijn dynamische persoonlijkheid. In de jaren tachtig volgden andere soundsystems de meer Jamaicaanse trend van dancehall. Shaka bleef zichzelf en bij zijn spirituele stijl. Hij speelde zichzelf in de film Babylon van regisseur Franco Rosso. In 1989 bezocht hij Jamaica waar hij samenwerkte met andere reggaevoorbeelden zoals King Tubby. In 2002 verscheen Shaka voor een massaal publiek in central park en in 2011 trad hij tweemaal op in België. Hij bleef actief en gaf maandelijks een sessie in Zuid-Oost Londen en optredens in Amerika, Japan en Europa.

## Label
Zijn eigen platenlabel bracht muziek uit van Jamaicaanse artiesten zoals Max Romeo, Johnny Clarke, Bim Sherman, Prince Alla en Britse groepen zoals Aswad en Dread & Fred. Op de recentere releases bracht hij zowel gevestigde zangers als Tony Tuff en opkomende artiesten als Rockaway en Principle uit. Zij zingen op riddims die zijn zoon Maleachi, bekend als Young Warrior, produceert.

## Shaka foundation
Hij richtte de Jah Shaka stichting op om hulp te leveren bij projecten in Ghana. Daar kocht de stichting zeven hectare (28.000 m²) grond in Agri, dertig mijl buiten Accra. Hij slaagde er ook in medische voorraden te distribueren. Daarnaast leverde hij rolstoelen, boeken, gereedschap, tekenmateriaal en platen aan klinieken, scholen en radiostations in het gebied rond Accra.

## Overlijden
Jah Shaka overleed in 2023 op 75-jarige leeftijd.
- Bibliothèque nationale de France: cb14226501n (data)
- International Standard Name Identifier: 0000 0000 4156 0750
- Library of Congress Control Number: no98017326
- MusicBrainz: 47b2253e-034f-4806-b65c-7cee187f34d8
- Virtual International Authority File: 534163706536329420827
- WorldCat: E39PCjKBFJtfvmPrYDTYx36h73